# Юліус Ленгарт
 Юліус Ленгарт (англ. Julius Lenhart; нар. 27 листопада 1875 — пом. 10 листопада 1962) — американський гімнаст австрійського походження, олімпійський чемпіон.
На Іграх 1904 в Сент-Луїсі в гімнастиці Ленхарт брав участь у трьох дисциплінах.  Він виграв індивідуальну та командну першість, і також посів друге місце у першості на 9 снарядах, отримавши срібну медаль.
У легкій атлетиці Ленхарт змагався лише у триборстві, де він посів 32-е місце.
Австрійський олімпійський комітет визнав його австрійським чемпіоном лише через десять років після його смерті, використовуючи інформацію, надану австрійським олімпійським істориком Еріхом Кампером.